# Volta aos Países Baixos
A Volta aos Países Baixos foi uma competição de ciclismo profissional por etapas que se disputava anualmente nos Países Baixos, desde 1948.
Disputava-se sobre seis etapas, uma delas contrarrelógio. O final tradicional da competição era a cidade de Landgraaf.
Com a chegada do UCI ProTour, em 2004, esta prova foi substituída pelo BinckBank Tour.
O corredor que mais vezes ganhou a corrida é o neerlandês Gerrie Knetemann, com quatro vitórias.

## Palmarés

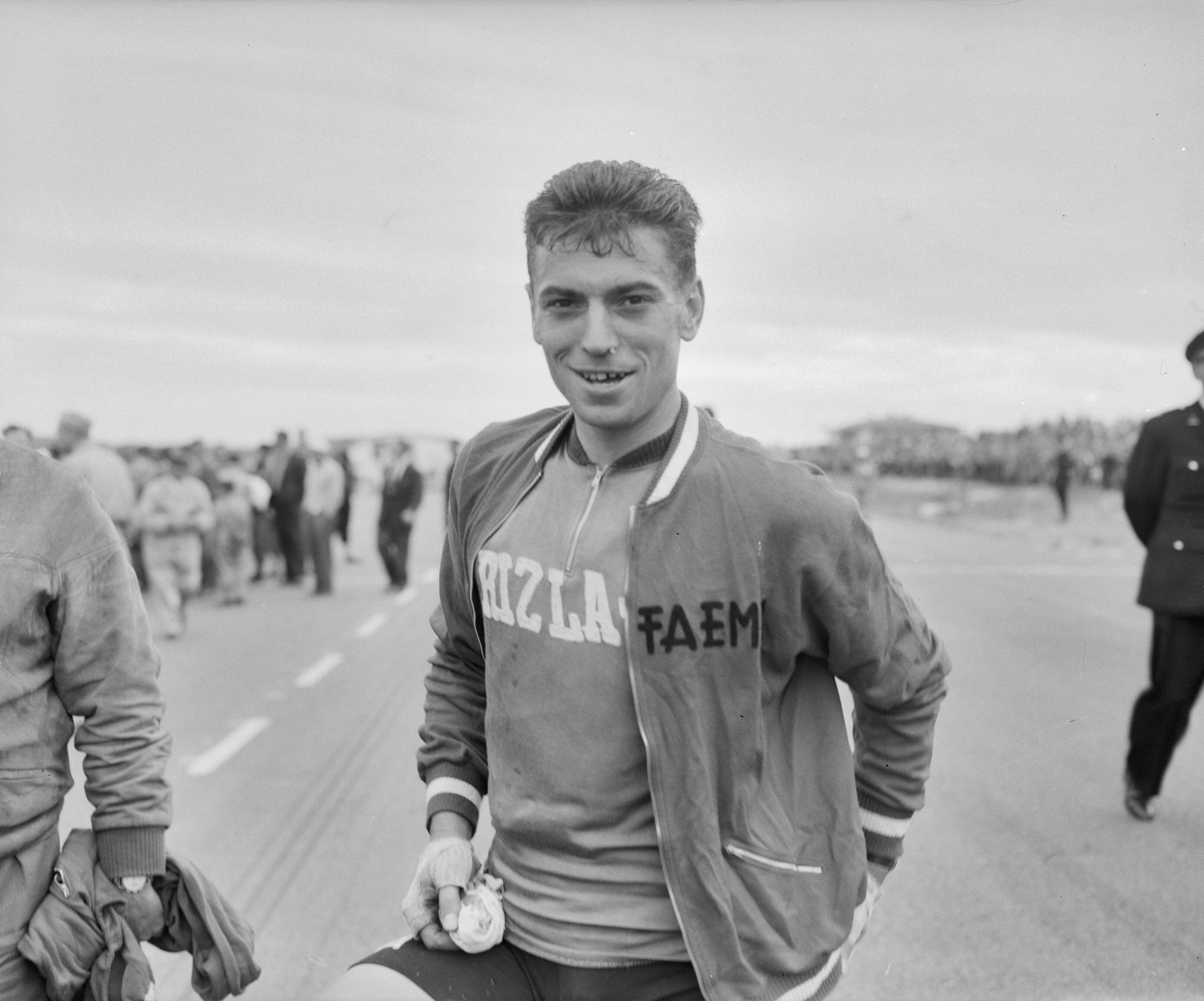
O belga Rik Van Looy no circuito de Zandvoort após vencer a etapa 3 do Volta aos Países Baixos de 1956.

| Ano                            | Vencedor             | Segundo                  | Terceiro              |
| ------------------------------ | -------------------- | ------------------------ | --------------------- |
| 1948                           | Emiel Rogiers        | Jean Goldschmit          | Arie Vooren           |
| 1950                           | Henk Lakeman         | Jules Depoorter          | Norbert Callens       |
| 1951                           | Jean Bogaerts        | Joseph Van Staeyen       | Jozef De Feyter       |
| 1952                           | Wim van Est          | Wout Wagtmans            | Gerrit Voorting       |
| 1954                           | Wim van Est          | Gerrit Schulte           | Gerrit Voorting       |
| 1953 edição não realizada      |                      |                          |                       |
| 1955                           | Piet Haan            | Wim van Est              | Hein van Breenen      |
| 1956                           | Rik Van Looy         | Guido Carlesi            | Wim van Est           |
| 1957                           | Rik Van Looy         | Wim van Est              | Piet van den Brekel   |
| 1958                           | Piet van Est         | Peter Post               | Léo van den Brand     |
| 1959                           | Gerrit Schulte       | Désiré Keteleer          | Bouk Schellingerhoudt |
| 1959 edição não realizada      |                      |                          |                       |
| 1960                           | Peter Post           | Roger Baens              | Coen Niesten          |
| 1961                           | Dick Enthoven        | Huub Zilverberg          | Joop Captein          |
| 1962 edição não realizada      |                      |                          |                       |
| 1963                           | Lex van Kreuningen   | Lambert van de Ven       | Theo Nys              |
| 1964 edição não realizada      |                      |                          |                       |
| 1965                           | Jan Janssen          | Bas Maliepaard           | Jos Huysmans          |
| 1966-1974 edição não realizada |                      |                          |                       |
| 1975                           | Joop Zoetemelk       | Frans Verbeeck           | Gerard Vianen         |
| 1976                           | Gerrie Knetemann     | Ludo Peeters             | Jos Jacobs            |
| 1977                           | Bert Pronk           | Sean Kelly               | Rudy Pevenage         |
| 1978                           | Johan van der Velde  | Etienne Van der Helst    | Rudy Pevenage         |
| 1979                           | Jan Raas             | Gerrie Knetemann         | Daniel Willems        |
| 1980                           | Gerrie Knetemann     | Ludo Delcroix            | Gery Verlinden        |
| 1981                           | Gerrie Knetemann     | Hennie Kuiper            | René Martens          |
| 1982                           | Bert Oosterbosch     | Jan Raas                 | Gerrie Knetemann      |
| 1983                           | Adri van Houwelingen | Johnny Broers            | Herman Frison         |
| 1984                           | Johan Lammerts       | Jos Lammertink           | Gert-Jan Theunisse    |
| 1985                           | Eric Vanderaerden    | Theo de Rooij            | Adri van Houwelingen  |
| 1986                           | Gerrie Knetemann     | Gerrit Solleveld         | Peter Pieters         |
| 1987                           | Teun van Vliet       | Marc Sergeant            | Adri van der Poel     |
| 1988                           | Thierry Marie        | Erik Breukink            | Peter Stevenhaagen    |
| 1989                           | Laurent Fignon       | Thierry Marie            | Eddy Schurer          |
| 1990                           | Jelle Nijdam         | Erik Breukink            | Thierry Marie         |
| 1991                           | Frans Maassen        | Olaf Ludwig              | Eddy Schurer          |
| 1992                           | Jelle Nijdam         | Thierry Marie            | Laurent Bezault       |
| 1993                           | Erik Breukink        | Jelle Nijdam             | Olaf Ludwig           |
| 1994                           | Jesper Skibby        | Djamolidine Abdoujaparov | Dario Bottaro         |
| 1995                           | Jelle Nijdam         | Viatcheslav Ekimov       | Flavio Vanzella       |
| 1996                           | Rolf Sørensen        | Lance Armstrong          | Viatcheslav Ekimov    |
| 1997                           | Erik Dekker          | Peter Meinert Nielsen    | Jan Ullrich           |
| 1998                           | Rolf Sørensen        | Viatcheslav Ekimov       | Peter Van Petegem     |
| 1999                           | Serguei Gonchar      | Erik Dekker              | Dylan Casey           |
| 2000                           | Erik Dekker          | Robert Hunter            | Servais Knaven        |
| 2001                           | Léon van Bon         | Erik Dekker              | Serguei Gonchar       |
| 2002                           | Kim Kirchen          | Erik Dekker              | Víctor Hugo Peña      |
| 2003                           | Viatcheslav Ekimov   | Bradley McGee            | Serguei Gonchar       |
| 2004                           | Erik Dekker          | Viatcheslav Ekimov       | Marc Wauters          |

## Palmarés por países
| País          | Vitórias |
| ------------- | -------- |
| Países Baixos | 31       |
| Bélgica       | 5        |
| Dinamarca     | 3        |
| França        | 2        |
| Ucrânia       | 1        |
| Luxemburgo    | 1        |
| Rússia        | 1        |